# Кастаньоли, Клаудио
Кла́удио Кастаньо́ли (нем. Claudio Castagnoli, род. 27 декабря 1980, Люцерн) — швейцарский рестлер. Он наиболее известен по своей работе в WWE под именем Сеза́ро (сокращённое от его предыдущего имени Анто́нио Сеза́ро). В настоящее время выступает в All Elite Wrestling (AEW) и Ring of Honor (ROH) под своим настоящим именем, является бывшим двукратным чемпионом мира ROH.
Известен также по своей работе в Ring of Honor (ROH) и независимых промоушенах, включая Pro Wrestling Guerrilla (PWG), Combat Zone Wrestling (CZW) и Pro Wrestling Noah под своим настоящим именем. Кастаньоли является одним из самых титулованных и заслуженных командных рестлеров в новейшей истории рестлинга: вместе с Крисом Хиро он дважды становился командным чемпионом мира ROH, их 364-дневное чемпионство было самым продолжительным в истории компании на тот момент. В WWE он является семикратным командным чемпионом, в том числе дважды становился командным чемпионом WWE SmackDown (один раз с Шеймусом и один раз с Синсукэ Накамурой), и пять раз был командным чемпионом WWE (Raw) (один раз с Тайсоном Киддом и четыре раза с Шеймусом). Он также добился успеха как одиночный рестлер, выиграв титул чемпиона Соединённых Штатов WWE и мемориальный трофей Андре Гиганта на WrestleMania XXX, а также множество независимых титулов, в частности, титулы чемпиона мира в PWG и ROH.
Когда Кастаньоли выступает в отрицательном образе, особенно в США, он подчёркивает своё европейское происхождение, заявляя о своём превосходящем интеллекте и чувстве моды, а также используя европейский апперкот в качестве фирменного приёма. Кастаньоли также известен своей физической силой, на этом построены его некоторые фирменные приёмы, проведение которых иногда становилось вирусным в интернете (в частности, «НЛО» (UFO) в независимом рестлинге и «Вращение» (giant swing) в WWE и позже).
Кастаньоли регулярно называли одним из наиболее недооценённых исполнителей WWE. Он был признан самым недооценённым рестлером в мире по версии Wrestling Observer Newsletter рекордные четыре раза, с 2013 по 2016 год.

## Карьера в рестлинге

### Европа (2000—2004)
Кастаньоли обучался у себя на родине в Швейцарии у земляка SigMasta Rappo, и дебютировал 24 сентября 2000 года в Эссене в немецком Westside Xtreme Wrestling. Впервые, Кастаньоли использовал японский гиммик, прежде, чем стать «Швейцарским банкиром» вместе с Аресом, известными как «Swiss Money Holding» (SMH).
Пребывая в Англии, Кастаньоли тренировался у Дэйва Тэйлора. В Швейцарии он познакомился с Крисом Хиро и Майком Куакенбушом, который предложил SMH выступать в США. Они выступали в IWA Mid-South и Chikara и тренировался вместе с Хиро перед возвращением в Европу. В 2004 Кастаньоли получил Гражданство США выиграв Грин-Карту и переехал в США где начал выступать в Ring of Honor и Chikara, в то время, как Арес остался в Швейцарии и возродил SMH вместе с Майком Рудином.

### Chikara (2003—2011)

#### Короли рестлинга (2003—2006)
Кастаньоли и Арес дебютировали в Chikara 7 мая 2003 года, в 2003 Tag World Grand Prix, из которого вылетели после поражения от SuperFriends (Крис Хиро и Майкл Куакенбуш). Кастаньоли вернулся в Chikara в 2004 году в команде с Ларри Суинни в Sweet 'n' Sour. В следующем году, Клаудио с Эриком Кэнноном в AC/DC. Команда выступила в 2005 Tag World Grand Prix и победила в турнире, после того, как Хиро предал Куакенбуша. Вместе, Кастаньоли, Хиро и Кэннон сформировали Королей Рестлинга. Кэннон покинул промоушен и оставил Хиро и Кастаньоли как команду. Они выступили в 2006 Tag World Grand Prix, победили Экуинокса и Гидру, Сами Сакаи и РУНМАРУ, Северный-Звездный Экспресс (Райан Курз и Дарин Корбин), Несогласованных (Холлоуикед и Деллириус), и в финале команду Драгондоор (Скаид и Milano Collection A.T.) став первыми Chikara Campeones de Parejas.
17 ноября в Chikara на шоу Brick в Reading Pennsylvania, Кастаньоли и Хиро проиграли Командные Титулы Chikara команде F.I.S.T. (Икар и Гран Акума) в поединке двух из трёх удержаний. В поединке, Хиро и команда F.I.S.T. атаковали Кастаньоли (Хиро же совершил тёрн). В 2006 году Кастаньоли подписал контракт с World Wrestling Entertainment, когда впечатлил своим присутствием на Raw (в роли офицера полиции в закулисном сегменте) и успешно прошёл в Deep South Wrestling. Через некоторое время, Кастаньоли был освобождён от контракта с WWE.

#### Сольные выступления (2007—2009)

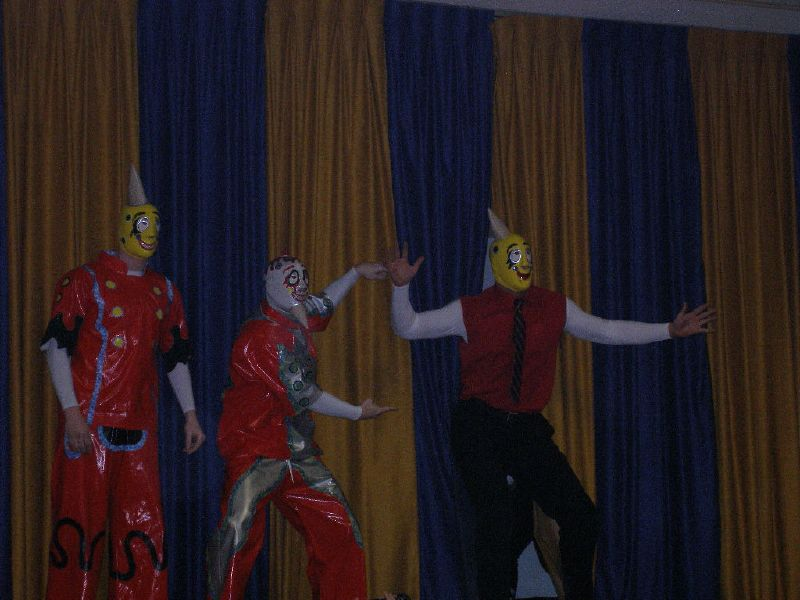
Кастаньоли (справа), после его возвращения в Chikara, как Very Mysterious Ice Cream, с Ice Cream, Jr. (слева) и El Hijo del Ice Cream

Кастаньоли вернулся в Chikara 16 февраля 2007, в маске и под именем «Very Mysterious Ice Cream», как часть Los Ice Creams. После, Кастаньоли начал вражду со своим бывшим командным партнёром Крисом Хиро. 22 апреля 2007 года, на Rey de Voladores Хиро победил Кастаньоли и, по условиям поединка, должен был вернуться в «Короли Рестлинга». Через месяц, Хиро, Кастаньоли и Ларри Суинни объединились с командой F.I.S.T. (Икар, Акума и Чак Тэйлор) и сформировали сверх устойчивых Королей Рестлинга, к который позже присоединились Митч Райдер, Мак Бойер и Шайен Хоук. 22 сентября 2007 на Cibernetico & Robin Короли Рестлинга противостояли Los Luchadores в ежегодном поединке torneo cibernetico. Короли выиграли поединок с Кастаньоли, Хиро и Райдером, которые «выжили», но, поскольку, поединок мог выиграть только один им пришлось биться друг против друга. Кастаньоли уничтожил Хиро, а затем Райдера и не только выиграл поединок, но и получил свободу от Королей Рестлинга. 9 сентября 2007 на Stephen Colbert > Bill O’Reilly Кастаньоли победил Хиро и закончил их долгую вражду. После поединка Хиро покинул компанию и Кастаньоли взял на себя обязанности тренера в the Chikara Wrestle Factory.
В 2008 году, Кастаньоли начал вражду с Броди Ли. 7 сентября Кастаньоли победил Ли в первом в истории Chikara поединке в стальной клетке и окончил их вражду 19 октября 2008 Кастаньоли выиграл гаутлент поединок семь на семь где рестлеры Chikara победили рестлеров из Big Japan Pro Wrestling.

#### Братство Креста (2009—2011)
Кастаньоли выступил в 2009 King of Trios в команде с Брайаном Дэниелсоном и Дэйвом Тэйлором как Команда «Апперкот». Команда дошла до финала, где потерпела поражение от команды F.I.S.T. (Икар, Акума и Тэйлор). После турнира Эдди Кингстон, чья команда «Головорезы» была уничтоженной командной Кастаньоли, утверждал, что был унижен Кастаньоли. 24 мая 2009 года, Кингстон, который утверждал своё техническое превосходство над Кастаньоли, чисто победил его. После, Кастаньоли победил Кингстона по отсчёту на 2009 Young Lions Cup, два из которых рекламировались как «Поединок за уважение» 22 ноября 2009 года, в финале восьмого сезона Three-Fisted Tales, где проигравший должен проявить уважение победителю. Кастаньоли выиграл поединок, но вместо проявления уважения, Кингстон атаковал Клаудио, утверждая, что ни Кастаньоли, ни Хиро не заслуживают уважения. В финале шоу Арес показал себя как человек, который представлял UltraMantis Black, когда Кастаньоли совершил хилтёрн (стал «плохим» парнем) атаковав Шона Коннери. После избиения всех tecnicos («хороших парней») Кастаньоли объединился с Аресом, Турсасом, Пинке Санчесом, Тимом Донстом, Сарой Дель Рей и Дейзи Хейз и создали Братство Креста.

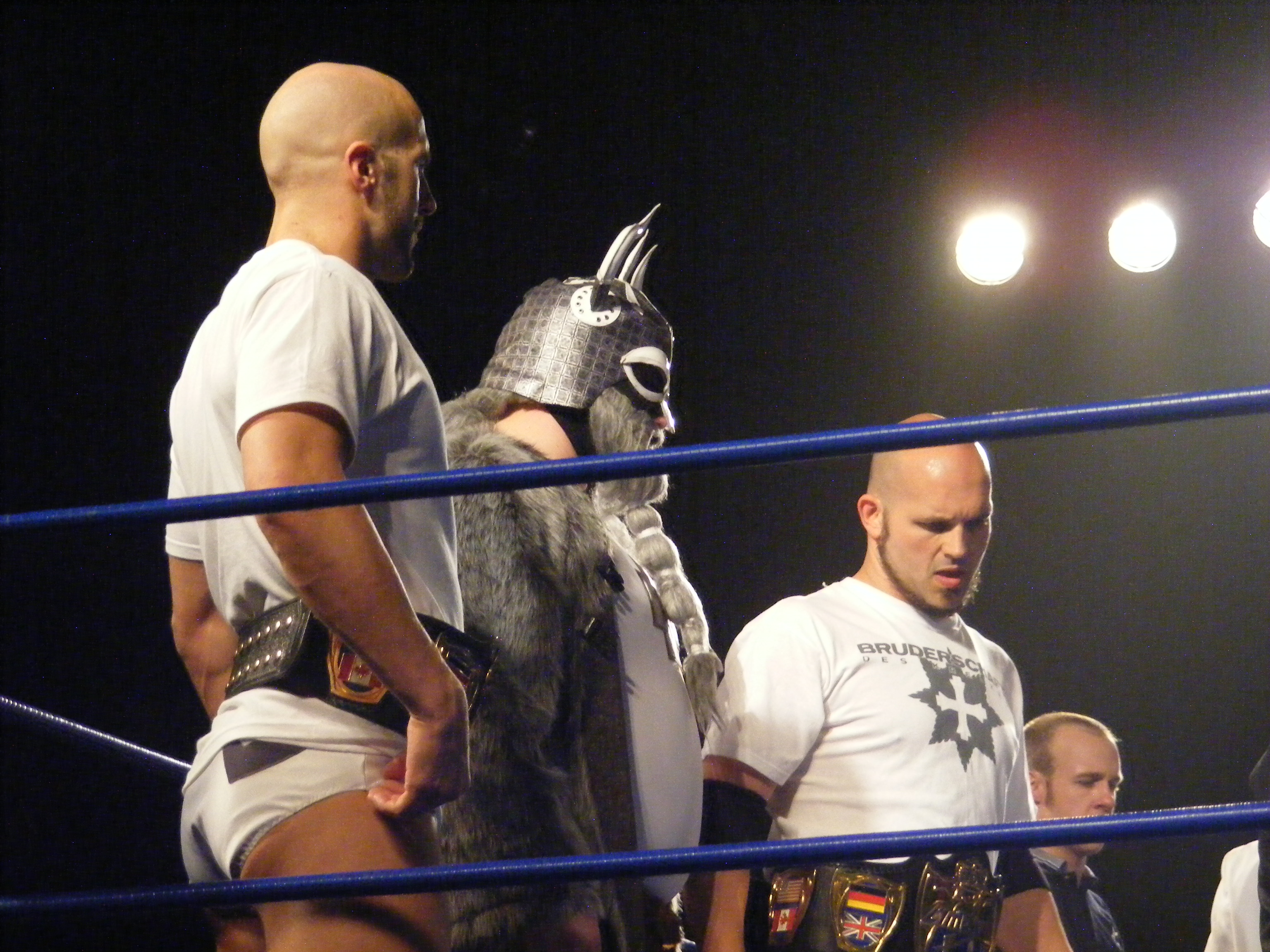
Братство Креста (Кастаньоли, Турсас и Арес) Campeonatos de Parejas.

После, они набирают три необходимых очка и становятся претендентами на the Campeonatos de Parejas всего за одну неделю, далее Кастаньоли и Арес побеждают The Colony (Fire Ant и Soldier Ant) 20 марта 2010 года, выигрывают титул, делая Кастаньоли двукратным Campeon de Parejas в истории Chikara. В апреле Кастаньоли, Арес и Турсас побеждают команды The Osirian Portal (Амесис и Офидиан), Команду Perros del Mal (Эл Алебридже, Куидже и Эль Ориентаал), Команду Big Japan Wrestling (Дайсуке Секимото, Канкуро Хощино Йощи Окабуящи) и The Colony (Fire Ant, Soldier Ant и Green Ant) в течение трёхдневного турнира 2010 King of Trios. 23 октября Кастаньоли представляет Братство в torneo cibernetico, где они противостояли команде Chikara originals. Он уничтожил сам себя после того, как ударил в пах Эдди Кингстона, но его план не сработал и Кингстон успел очухаться и уничтожил Турсеро выиграв поединок. В финале девятого сезона 12 декабря, Кастаньоли и Арес проиграли the Campeonatos de Parejas Джигсо и Майку Куакенбушу. 13 марта 2011 года Кастаньоли и Кингстон наконец сошлись в поединке за 15 месяцев вражды, в которым Кастаньоли победил ударив Кингстона цепью. В мае, Кастаньоли выступил в 12 Large: Summit to и стал первым Chikara Grand Champion. В Chikarasaurus Rex он принял участия 30 и 31 июля, Кастаньоли принял участие в двух мейн-ивентах, оба которых были частью 12 Large: Summit. После поражения от Куакенбуша в первую ночь, Кастаньоли был расстроен и проиграл своё лидерство Саре Дель Рей, после чего он отвернулся не только от Дель Рей, но и от Хейз, так как она была в углу Дель Рей. Далее, Кастаньоли был выведен из турнира 12 Large: Summit Икаром.

### Combat Zone Wrestling (2004—2006)
В 2004 Кастаньоли перешёл в Combat Zone Wrestling, где вновь объединился с Крисом Хиро и вновь возродили «Королей Рестлинга». В итоге, они победили The Tough Crazy Bastards (Некро Батчер и Тоби Клайн) титулы Командных Чемпионов Мира CZW. Враждуя с BLKOUT, Кастаньоли и Хиро проигрывают титулы Эдди Кингстону и Джокеру. В сентябре титулы становятся вакантными, когда Джокер покинул компанию, на Last Team Standing Кастаньоли и Хиро победили «Человека Торнадо» и «Джастис Пэйн» в финале турнира и выиграли чемпионство. После победы, Кастаньоли и Хиро защищали титулы в самый известных американских инди-промоушенах (CZW, Chikara и ROH).
После того, как стало известно, что WWE заинтересованы в Кастаньоли, он и Хиро проигрывают титулы Сабиану и Робби Миреро 11 сентября. После отказа WWE Кастаньоли не вернулся в CZW.

### Ring of Honor (2005—2011)

#### Вторжение CZW (2005—2006)
Кастаньоли дебютировал в Ring of Honor 16 июля 2005 на Fate of an Angel. Остаток года он враждовал с Чемпионом ROH Pure Найджелом МакГинессом. 17 декабря на Final Battle 2005 МакГиннесс победил Кастаньоли в титульном бою и, по условиям поединка, Кастаньоли не мог быть претендентом на титул, пока МакГиннесс будет чемпионом Далее, в 2006 году, партнёр Кастаньоли из других промоушенов Крис Хиро, вместе с другими рестлерами Combat Zone Wrestling вторглись в ROH и началась вражда. Сначала, Кастаньоли был на стороне ROH, но 26 апреля 2006 года, на The 100th Show отвернулся от компании и объединился с Хиро, Супер Драконом и Некро Бутчером в противостояние команде ROH (Самоа Джо, Б.Дж. Вайтмер и Адам Пирс) в командном поединке шесть на шесть. 15 июля 2006 года, на Death Before Dishonor 4 Команда ROH победила Кастаньоли, Хиро, Бутчера, Нэйта Уэбба и Эдди Кингстона в поединке Cage of Death и окончила фьюд. Поскольку, у Кастаньоли уже был контракт с ROH до вторжения ему разрешили остаться в компании, но остальная Команда CZW была уволена. Крис Хиро же вернулся в компания во время тура компании по Объединённому Королевству, а 16 сентября он украл титулы Командных Чемпионов Мира ROH у чемпионов Остина Эйриеса и Родерика Стронга чтобы получить титульный поединок для себя и Кастаньоли. Поединок прошёл 16 сентября на шоу Glory By Honor V Night 2, где Короли Рестлинга стали новыми командными чемпионами.
С новостями о том, что WWE заинтересованы в Кастаньоли, Короли Рестлинга проиграли титулы Кристоферу Дэниелсу и Мэтту Сайдалу 25 ноября на шоу Dethroned. 23 декабря на Final Battle 2006 Братья Бриско (Джей и Марк) победили Кастаньоли и Хиро, и это должен был стать последний поединок как команды. После поединка Кастаньоли заявил, что не перейдёт в WWE после всего и пообещал великие вещи для Королей Рестлинга в 2007. Хиро пожал его руку, но покинул его с их менеджером Ларри Суинни, что положило конец Королям Рестлинга

#### Претендент на титул чемпиона мира (2007—2009)
Кастаньоли бился на первом PPV Ring of Honor Respect is Earned 12 мая 2007, объединившись с Мэттом Сайдалом против Братьев Бриско за титулы Командных Чемпионов Мира ROH. Несмотря но проигрыш, Кастаньоли был представлен матч-реванш с партнёром на выбор. Он выбрал Криса Хиро, но команда вновь проиграла Бриско.
Кастаньоли добился сольных успехов в ROH 28 июля 2007, после победы в Ring of Honor’s Race to the Top Tournament. Он победил Холлоуикеда, Куакенбуша и Джека Эванса на пути к финалу, где он победил Эль Дженерико. Он бился Такэси Моресима за титул Чемпиона Мира ROH на Death Before Dishonor V: Night One 10 августа, но проиграл. Он получил другой тайтл-шот, на этот раз трёхсторонний с Брентом Олбайтом, позднее, но снова не смог выиграть титул. 29 декабря 2007, через год после того, как Хиро покинул Кастаньоли, они встретились на ROH Rising Above, где если Кастаньоли выиграет, то получит пять минут с Ларри Суинни, но если он проиграет, то должен присоединиться к Sweet 'n' Sour Inc. Кастаньоли выиграл поединок, но проиграл Суинни на Final Battle 2007, когда член Sweet & Sour, Inc. Дэниел Падер вмешался в бой.
28 июня 2008 года Кастаньоли одержал очередную крупную победу в Ring of Honor. В первой встрече с Брайаном Дэниелсоном он победил его с помощью Европейского Апперкота. Далее, 26 июля Кастаньоли получил очередной тайтл-шот на титул Чемпиона Мира ROH против Найджела МакГиннесса, но проиграл после того, как МакГиннесс удержал его после Jawbreaker Lariat. 2 августа, Кастаньоли вновь проиграл в реванше. С Брайаном Дэниелсоном и Командным Чемпионом Мира ROH Тайлером Блэком он участвовал в четырёхстороннем поединке на уничтожение. Кастаньоли проиграл и совершил хил-тёрн. После этого, Кастаньоли начал называть себя «Очень Европейским», присоединился к движению Принца Нана в The Embassy и враждовал с Брентом Олбрайтом.

### WWE (2011—2022)

#### Florida Championship Wrestling (2011—2012)
6 сентября 2011 года стало известно, что Кастаньоли подписал контракт с WWE и отправляется на подготовительную площадку FCW под новым именем на ринге — Антонио Сезаро. Он дебютировал 17 сентября на живом выступлении и проиграл Сету Роллинсу. Он дебютировал на ТВ 24 октября и победил Майка Долтона и Рикки Бомба. 6 января 2012 года Сезаро дебютировал на домашнем шоу WWE, где в команде с Майклом Макгилликати проиграли Алексу Райли и Мэйсону Райану. На Superstars от 9 января Сезаро проиграл Райли в тёмном поединке. В марте 2012 года Сезаро начал враждовать с Ричи Стимбоутом за титул Чемпиона FCW 15. 18 марта 2012 года титульный поединок закончился ничьей. На SmackDown! от 17 апреля в Лондоне, Англия, Сезаро бился в другом тёмном поединке, победив UK Kid.

#### Чемпион Соединённых Штатов WWE (2012—2013)

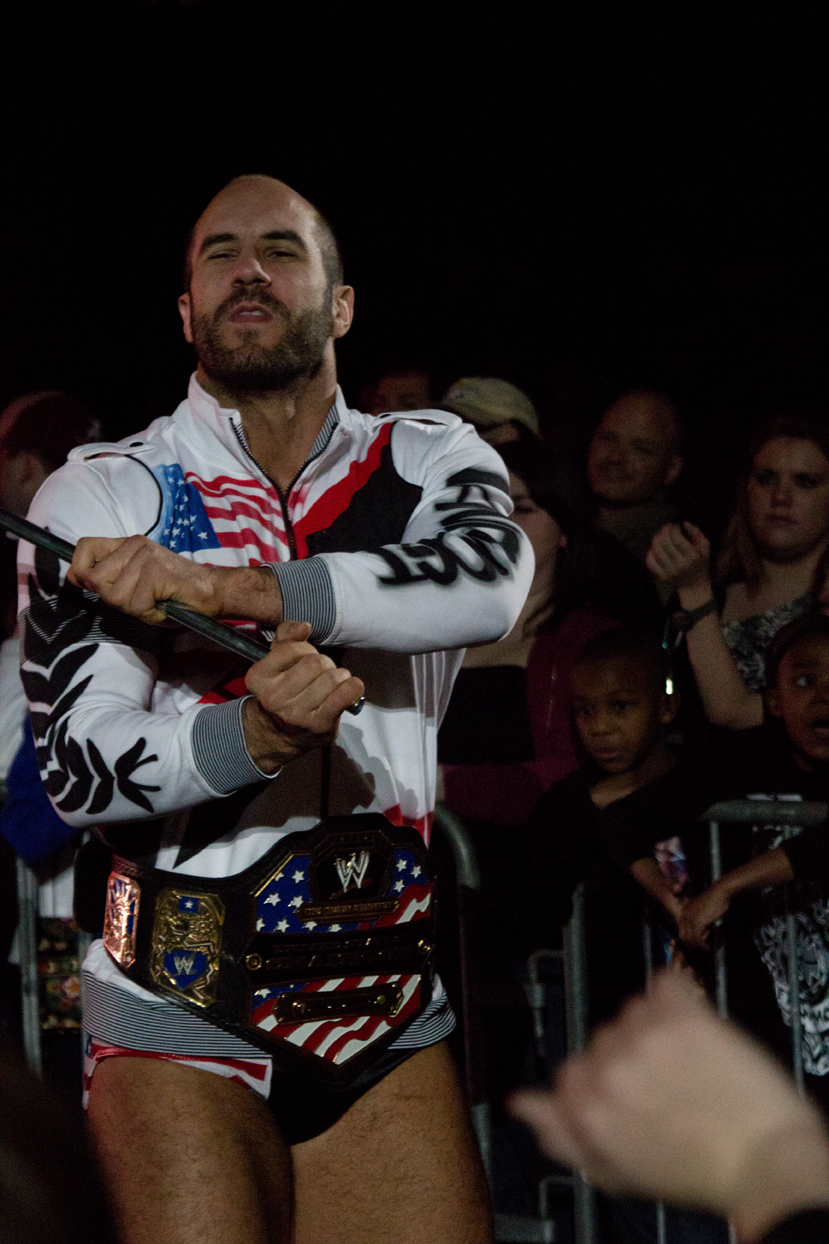
Антони Сезаро с титулом Чемпиона США на хаус-шоу в 2013 году.

На SmackDown! от 20 апреля Сезаро совершил свой дебют в основном ростере в закулисном сегменте с Аксаной и Теодором Лонгом, который закончился разговором с Генеральным Менеджером Джоном Лауринайтисом про заключение контракта. По сюжету, Сезаро служил в швейцарской милиции, после сделал карьеру, играя в регби, которая закончилась из-за «чрезмерной агрессии». На следующей неделе он победил Тайсона Кидда, который был его пробным поединком. На SmackDown! Great American Bash от 3 июля Сезаро впервые проиграл в смешанном командном поединке с Аксаной против Великого Кали и Лейлы, хотя сам Сезаро не был удержан.
На SmackDown! от 27 июля и 3 августа Сезаро дважды победил в нетитульном поединке Чемпиона Соединённых Штатов Сантино Мареллу. На SmackDown! от 10 августа Сезаро впервые проиграл в одиночном поединке Кристиану.

#### The Real Americans (2013—2014)
17 июня Сезаро объединился вместе с Зебом Колтером и смог победить Уильяма Ригала. Колтер и Сезаро объявили клятву верности друг другу, что оказалось неожиданно, так как Колтер пропагандировал ксенофобные высказывания, которые шли вразрез с европоцентризмом, пропагандируемым Антонио. На SmackDown! от 5 июля в заранее записанном видео Колтер обратился к зрителям. Предварительно пожурив американцев за то, что они празднуют День независимости только потому, что в этот день не нужно работать и их более заботит поход на пляж, нежели воздаяние почестей отцам-основателям. Он заявил, что на PPV Money in the Bank (2013) синий чемоданчик сорвёт или Сезаро, или Сваггер, и это будет победа для Америки, и что это будет началом нового движения в WWE. После этого заявления Колтер, Сваггер и Сезаро вместе произнесли девиз команды. На PPV Money in the Bank (2013), прошедшем 14 июля в Филадельфии, Сваггер и Сезаро участвовали в лестничном матче за контракт «Деньги в Банке» от SmackDown!, но ни Сезаро, ни Сваггер не смогли выиграть, а победу одержал Дэмиен Сэндоу. На RAW от 9 сентября назначили командный матч пяти команд на выбывание на Кик-офф Night of Champions между Братьями Усо (Джимми и Джей), 3МВ (Джиндер Махал и Хит Слэйтер), Реальными Американцами (Джек Сваггер и Антонио Сезаро), Прайм Тайм Игроками (Даррен Янг и Тайтус O’Нил) и Тонами Фанка (Бродус Клэй и Тенсай). Победитель встретится с Командными чемпионами — Романом Рейнсом и Сетом Роллинсом в матче за их титулы, позднее на основном шоу. На Night of Champions (2013) Прайм Тайм Игроки смогли стать первыми претендентами на титулы Командных чемпионов WWE. 6 октября, уже перед самым PPV назначили командный матч между Реальными Американцами против Великого Кали и Сантино Мареллы. На PPV Battleground (2013) Реальные Американыи победили Мареллу и Великого Кали. 18 октября на SmackDown, во время матча Братьев Усо (Джимми и Джей) против Настоящих Американцев, вышли Матадоры и их бычок-маскот Эль Торито сбил с ног Зеба Колтера. Сезаро и Сваггер отвлеклись на это, чем и воспользовался один из братьев Усо, скрутив Джека Сваггера в удержание. На PPV Hell in a Cell (2013) Лос Матадорес победили Реальных Американцев.
На PPV Survivor Series (2013) Настоящие Американцы (Джек Сваггер и Антонио Сезаро) и Щит победили Командных чемпионов WWE Братьев Роудсов (Коди Роудс и Голдаст), Братьев Усо (Джимми и Джей) и Рэя Мистерио в командном матче 5х5 на выбывание. На SmackDown! от 13 декабря Настоящие Американцы победили Коди Роудса и Голдаста в матче без титулов на кону, вследствие чего был назначен четырёхсторонний командный матч за Командные чемпионства на PPV TLC: Tables, Ladders & Chairs (2013) между чемпионами Братьями Роудсами против Настоящих Американцев против Райбека и Кёртиса Акселя против Рэя Мистерио и Биг Шоу. На PPV TLC: Tables, Ladders & Chairs (2013) Братья Роудсы отстояли свои титулы.
На PPV Королевская битва (2014) Антонио вышел под номером 21, но победить не смог. На SmackDown! от 31 января Сезаро победил Дольфа Зигглера и завоевал своё место в Клетке Уничтожения в поединке за титул Чемпиона мира в тяжёлом весе WWE. На SmackDown! от 14 февраля Антонио Сезаро победил Рэнди Ортона. На PPV Elimination Chamber (2014) Антонио не смог завоевать титул чемпиона мира в тяжёлом весе WWE.

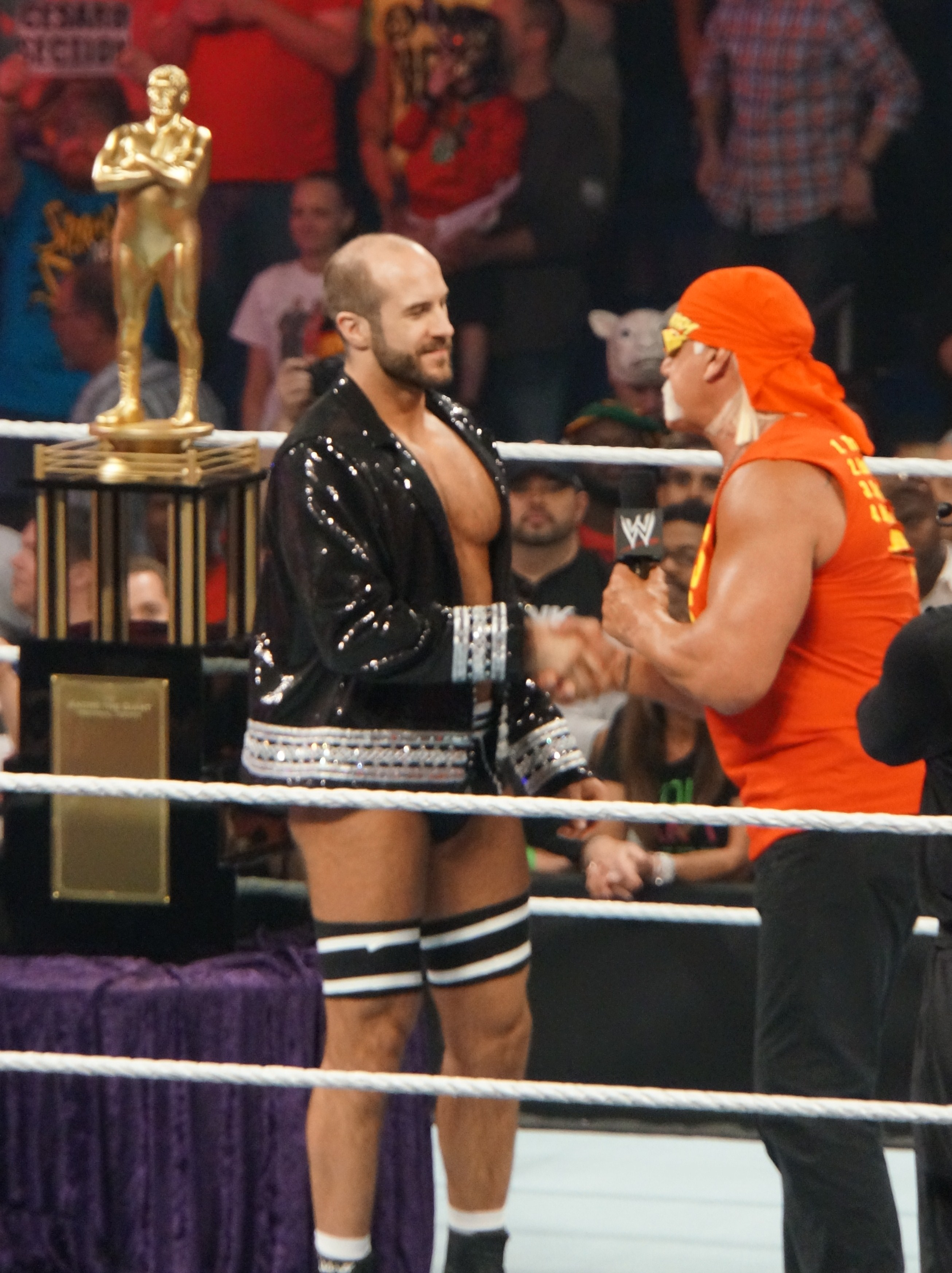
Халк Хоган вручает Сезаро Мемориальный трофей в честь Андре Гиганта.

На Raw от 17 марта Настоящие Американцы (Джек Сваггер и Антонио Сезаро) победили командных чемпионов WWE Братьев Усо (Джимми и Джей), после чего их менеджер Зеб Колтер потребовал ещё один матч, но уже за командные титулы. На следующем SmackDown! состоялся четырёхсторонний командный матч между Американцами, 3МВ (Дрю Макинтайр и Джиндер Махал), Щитом (Сет Роллинс и Дин Эмброус) и РайбАксель Рулс (Райбек и Кёртис Аксель). Матч завершился без результата, поскольку на Щит напал Кейн, и хилы тоже начали избивать их. На Raw от 24 марта Щит в том же составе победили Американцев и стали претендентами № 1 на командные титулы. На PPV WrestleMania XXX был назначен четырёхсторонний командный матч между чемпионами Братьями Усо, Los Matadores (Диего и Фернандо), РайбАксель Рулс и Настоящими Американцами. На пре-шоу к PPV WrestleMania ХХХ Братья Усо отстояли командное чемпионство, и после поединка Сваггер попытался атаковать Сезаро, но Колтер его остановил, но тем самым Сезаро смог атаковать Сваггера. На PPV WrestleMania XXX выиграл турнир из 31 человека в честь Андре Гиганта.

#### Противостояния за различные чемпионства (2014—2016)
На Raw от 21 апреля Сезаро бился с Робом Ван Дамом в полуфинале турнира за претендентство № 1 за титул Интерконтинентального чемпиона WWE. Победил Ван Дам по отсчёту. На SmackDown! от 25 апреля Сезаро бился в матче со своим бывшим напарником по команде Джеком Сваггером, в котором и победил. На Raw от 28 апреля состоялся матч-реванш между ними, в котором снова победил швейцарец. На том же выпуске Raw Ван Дам бился с «Плохие Новости» Барреттом в финале турнира. В конце матча к рингу выбежали Сезаро и Сваггер и тем самым отвлекли Роба от матча, после чего «Плохие Новости» Барретт провёл коронный Буллхаммер и победил. На PPV Extreme Rules (2014) Сезаро победил Джека Сваггера и Роба Ван Дама. На Raw от 19 мая Сезаро победил нового Чемпиона Соединённых Штатов WWE Шеймуса после того, как последний отвлёкся на Пола Хеймана. На PPV Payback (2014) Шеймус смог победить сворачиванием Сезаро. На Raw от 2 июня прошли первые квалификационные матчи за участие в матче с лестницами за вакантный титул WWE Чемпиона мира в тяжёлом весе, Сезаро смог победить Роба Ван Дама и стал участником матча. На PPV Money in the Bank (2014) Джон Сина смог победить Сезаро, Романа Рейнса, Рэнди Ортона, Брэя Уайатта. Альберто Дель Рио, Шеймуса и Кейна. На Raw от 30 июня было объявлено, что на PPV Battleground состоится Королевская битва за вакантный титул Интерконтинентального чемпиона WWE, а также были названы первые участники этой битвы. Ими стали Сезаро, Кофи Кингстон, Дэмиен Сэндоу и Великий Кали. На Battleground (2014) Миз смог завоевать вакантный титул Интерконтинентального чемпиона WWE. На PPV SummerSlam (2014) Kickoff Роб Ван Дам смог победить Сезаро. На Raw от 25 августа Сезаро победил Роба Ван Дама и стал претендентом № 1 на титул Чемпиона Соединённых Штатов WWE. На PPV Night of Champions (2014) Шеймус вновь смог отстоять свой титул от Сезаро. На SmackDown! от 26 сентября Сезаро выиграл Королевскую битву и стал претендентом № 1 на титул Интерконтинентального чемпиона WWE. Тем же вечером состоялся поединок между Зигглером и Сезаро за титул Интерконтинентального чемпиона WWE, в котором победил Зигглер. При удержании Сезаро держался за нижний канат, но судья это не увидел. На Raw от 29 сентября Зигглер успешно защитил свой титул в матче «Тройная угроза» против Миза и Сезаро. На Raw от 20 октября Сезаро победил Зигглера в нетитульном матче. На SmackDown! от 24 октября Зигглер успешно защитил свой титул против Сезаро. На PPV Hell in a Cell (2014) Дольф смог защитить титул от Сезаро в матче «2 из 3 удержаний». На Smackdown от 31 октября проиграл в матче уличной драки Дину Эмброузу. На пре-шоу Survivor Series (2014) Сезаро проиграл Джеку Сваггеру.
5 января на Raw Сезаро и Тайсон Кидд напали на Кофи Кингстона и Ксавье Вудса, что позволило Адаму Роузу победить Биг И. На Kick-off PPV Королевская битва (2015) Сезаро и Тайсон Кидд победили Кофи Кингстона и Биг И. На самой же королевской битве вышел под № 28, но победить не смог. 2 февраля на Raw Сезаро победил Джимми Усо. 9 февраля на Raw Сезаро и Тайсон Кидд победили Братьев Усо. На PPV Fastlane Сезаро и Тайсон Кидд победили Братьев Усо и стали новыми Командными чемпионами WWE. 23 марта на официальном сайте WWE появилась информация, что Командные чемпионы WWE Сезаро и Тайсон Кидд будут защищать титулы от Братьев Усо, Los Matadores и The New Day (Биг И & Кофи Кингстона). На WrestleMania 31 Сезаро и Кидд отстояли титулы Командных чемпионов WWE. А затем Сезаро принял участие в battle royal в честь Андре Гиганта но победить не смог. На Extreme Rules (2015) Новый День победили Сезаро и Тайсона Кидда, и стали новыми Командными чемпионами WWE. В матче-реванше на Payback (2015) Новый День вновь победили. На Elimination Chamber (2015) Новый День отстояли титулы в Клетке Уничтожения. На SmackDown от 16 июля победил Русева (став вторым после Сины, который смог это сделать). От 20 июля пошла конфронтация с Кевином Оуэнсом, после чего был назначен матч, в которой Сезаро объединился с Джоном Синой и Рэнди Ортоном против Русева, Шеймуса и Кевина Оуэнса и победили первого по отчёту, после ухода Шеймуса и Оуэнса. На RAW от 17 августа Triple-H назначил матч между Сезаро, Рэнди Ортоном и Кевином Оуэнсом за матч с Сетом Роллинсом за чемпионство WWE в тяжёлом весе. Сезаро не смог завоевать матч. На SummerSlam (2015) проиграл Кевину Оуэнсу.
На Money In The Bank 2016 участвовал в битве за кейс, однако кейс достался Дину Эмброусу.

Также в этом году принимал участие в матче против Миза, Кевина Оуэнса и Сэми Зейна за титул Интерконтинентального чемпиона. Мизу удалось отстоять этот титул.
24 февраля 2022 года стало известно, что контракт Сезаро истёк и он покинул WWE, завершив своё одиннадцатилетнее пребывание в компании.

### All Elite Wrestling и возвращение в Ring of Honor (2022—н.в.)
26 июня 2022 года Кастаньоли под своим настоящим именем дебютировал в All Elite Wrestling на шоу «Forbidden Door». Он стал новым участником группировки «Бойцовский клуб Блэкпула», который принял участие в матче против Зака Сэйбра младшего вместо травмированного Брайана Дэниелсона. Кастаньоли одержал в матче победу, а сразу после шоу было объявлено, что он подписал контракт с AEW.
Уже в своём четвёртом матче, проведённом на контракте Тони Хана, Кастаньоли выиграл Чемпионство Мира ROH (см. Ring of Honor). Непосредственно в AEW Кастаньоли стал участником шоу All Out (2022), где претендовал на право биться за Чемпионство AEW в Казино-матче с лестницами. Этот матч он выиграть не смог.
В 2022 году после того, как Кастаньоли подписал контракт с AEW, он был заявлен на шоу Ring of Honor «Death before Dishonor», которое организовал владелец обоих компаний Тони Хан. На шоу он провёл матч за Чемпионство Мира ROH, в котором ему противостоял Джонатан Гришэм. Матч открывал основной кард шоу, и Кастаньоли вышел из него победителем, выиграв первое в своей карьере Чемпионство Мира. Первую успешную защиту титула Кастаньоли провёл на специальном ТВ-шоу AEW «Battle of the Belts III», где он победил японского рестлера Коносуке Такеситу. Следующим претендентом на титул стал Дастин Роудс, которого Кастаньоле победил на записях Rampage 26 августа. Последовали успешные защиты от Ари Дайвари на записях веб-шоу Dark 2 сентября, а также от Дакса Харвуда на записях Rampage 7 сентября. На Dynamite 14 сентября вызов Кастаньоли бросил Крис Джерико, предложивший провести матч за его титул на специальном шоу Dynamite «Большой шлем» в Нью-Йорке. Кастаньоли вызов принял, и матч был назначен. Сильнее в нём оказался Джерико, который победил после Эффекта Иуды, проведённого вслед за ударом в пах. Таким образом Кастаньоли проиграл Чемпионство.

## В рестлинге
- Финишеры
  - Как Антонио Сезаро

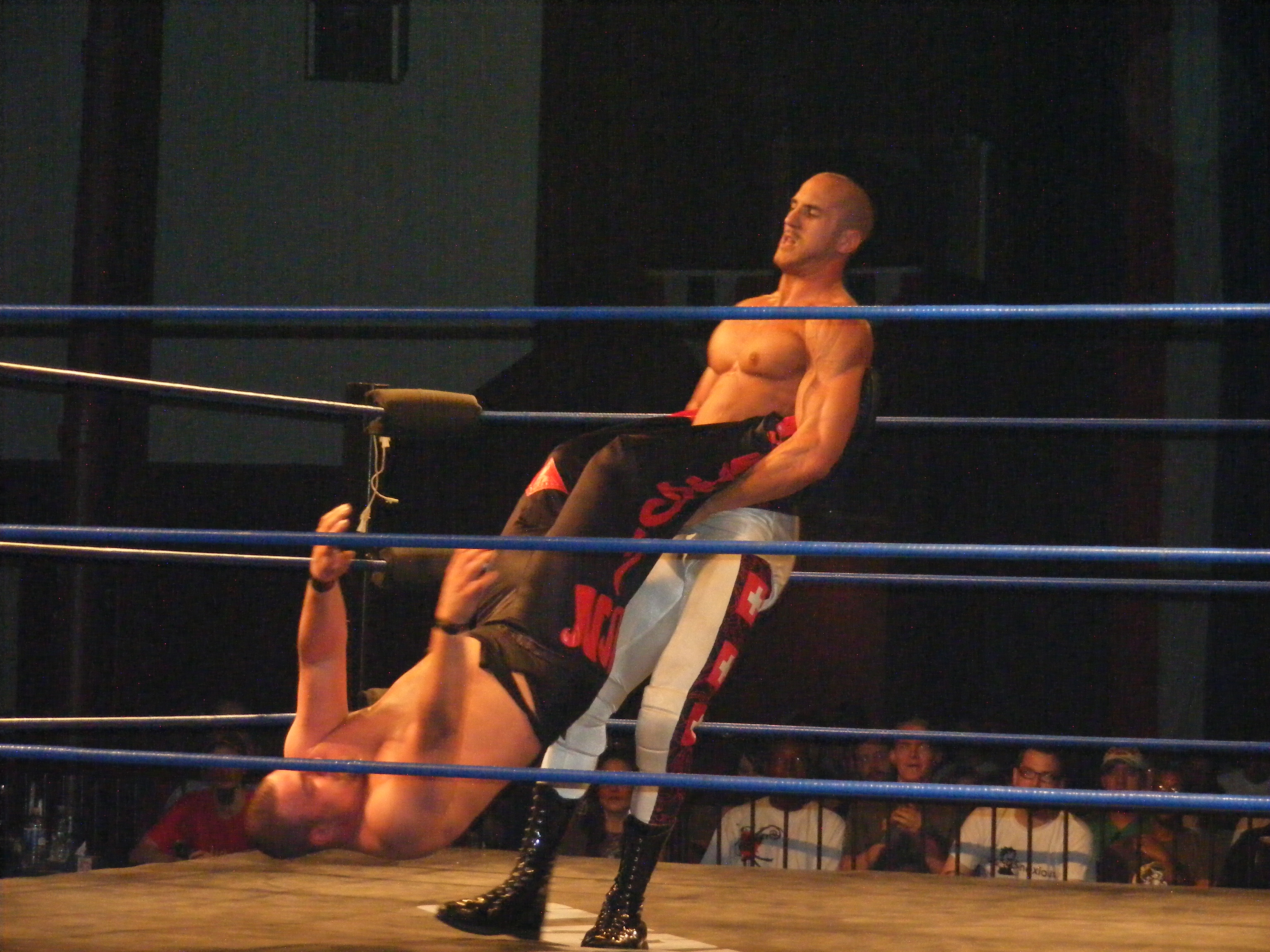
Кастаньоли проводит Cesaro’s Swing.

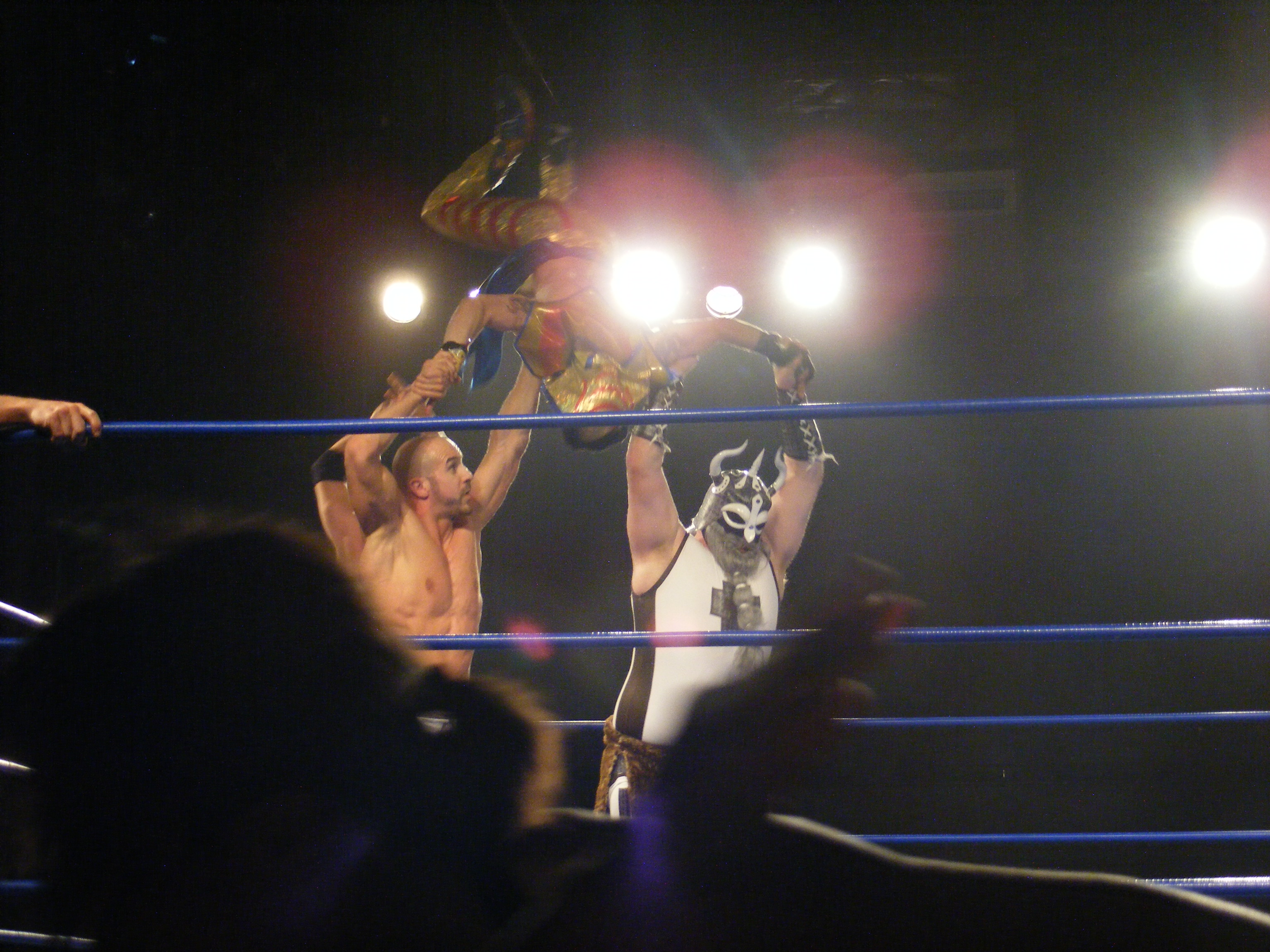
Кастаньоли проводит Ragnarok с Тарсасом.

    - Neutralizer (WWE) / Gotch Style Neutralizer (Florida Championship Wrestling) (Cradle belly to back inverted mat slam)[71][72]
    - Very European Uppercut ([Pop-up European uppercut) — FCW; используется как пре-финишер в WWE
    - Cesaro’s Swing (WWE) — используется перед основным финишером
    - Sharpshooter

  - Как Клаудио Кастаньоли
    - Alpamare Waterslide (Side Death Valley driver)[73]
    - Inverted Chikara Special (Kneeling step-over head-hold armbar)[74] — Chikara
    - Lasartesse Lift (Karelin lift реверсируя в side piledriver)[75] — 2007
    - Neutralizer (Over the shoulder single leg Boston crab с neckscissors)[76] — PWG; used as a regular move elsewhere
    - Ricola Bomb (Straight jacket sitout powerbomb pin иногда с растяжек)[77]
    - Roaring Swiss Uppercut (Discus] European uppercut)
    - Swiss Death[78] / Very European Uppercut[79] (Pop-up European uppercut)[80]
- Пре-финишеры
  - Как Антонио Сезаро
    - Big Boot
    - Cannonbal Senton
    - Corkscrew Plancha
    - Crossface
    - Diving Crossbody
    - Dropkick
    - Double Foot Stomp
    - Double Underhook Powerbomb
    - Giant Swing
    - Jumping Yakuza Kick
    - Sunset Flip Powerbomb
    - Suicide Dive
    - Michinoku Driver
    - Tilt-A-Whirl Backbreaker
    - Hammerlock Inside Cradle
    - Различные вариации приёма Suplex
      - Butterfly
      - Delayed Vertical
      - German
      - Gutwrench
      - Superplex (Оппонент за пределами ринга)

    - Различные вариации приёма European Uppercut
      - Corner
      - Diving
      - Running
      - Rear
      - Springboard
      - Multiple

  - Как Клаудио Кастаньоли
    - Avalanche Headcissors
    - Alpamate Waterslide
    - Bicucle Kick
    - Chokeslam
    - Cravate[81]
    - Corkscrew Plancha
    - Falling Knee Drop
    - Fallaway Slam
    - Giant Swing
    - Gutwrench Powerbomb
    - Karelin Lift
    - Lasartesse Lift
    - Lariat
    - Jim Breaks Special (Lifting wrist-lock)
    - Match Killer
    - Scoop Powerslam
    - Suicide Dive
    - Money Dive (Diving headbutt)
    - Tilt-A-Whirl Backbreaker
    - Tope Rope Enzuiguri
    - UBS Neckbreaker (Backbreaker rack flipped into a cutter)
    - UFO (Spinning backbreaker rack, sometimes with no hands)[82][83]
    - Различные вариации приёма Elbow Drop
      - Middley Rope
      - Diving
      - Slingshot

    - Различные вариации приёма European Uppercut
      - Back
      - Diving[84][85]
      - Springboard[86][87]
      - Running
      - Swiss Uppercut (Standing, sometimes to the back of an opponent’s head)

    - Различные вариации приёма Suplex
      - Bridging Fisherman
      - Deadlift German
      - Release German
      - Delayed Vertical
      - Ricola-Plex (Straight jacket suplex)[88]
- Прозвища
  - «Double C»
  - «The Most Money Making Man»[89]
  - «The Stalwart Swiss Powerhouse»[90]
  - «Very European»[91]
  - «The Swiss Sensation»[92]
  - «The Swiss Superman»[93]
  - «The King of Swing»
- Менеджеры
  - Джейд Чанг
  - SoCal Val
  - Принц Нана
  - Шейн Хагадорн
  - Сара Дель Рей[94]
  - Аксана
- Музыкальные темы
  - «I’ve Got to Have It (Instrumental)» by Jermaine Dupri featuring Nas и Monica[95]
  - «We Are the Champions» by Queen (использовалась в команде с Крисом Хиро)
  - Торжественная увертюра «1812 год», соч. 49, Пётр Ильич Чайковский[96]
  - «Engel» by Rammstein[97] (использовалась в команде Bruderschaft des Kreuzes (Chikara))
  - «KoW (Kings)» by Cody B. Ware, Emilio Sparks and J. Glaze (Used while teaming with Chris Hero)[98]
  - «Im Namen Der Bruderschaft» by Kenny Pickett[99] (использовалась в команде Bruderschaft des Kreuzes (Chikara))
  - «Miracle» by Jim Johnston[100] (WWE; 2012—2013)
  - «Patriot» by CFO$ (WWE; 2013—2014) — использовалась в команде с Джеком Сваггером
  - «Superhuman» by CFO$ (WWE; 2014—2022)
  - «Uppercut Swingphony (1812 Overture)» by Mikey Rukus (AEW; 2022 — н.в.) — ремикс «Увертюры 1812» Чайковского[101]

## Титулы и достижения
- Chikara

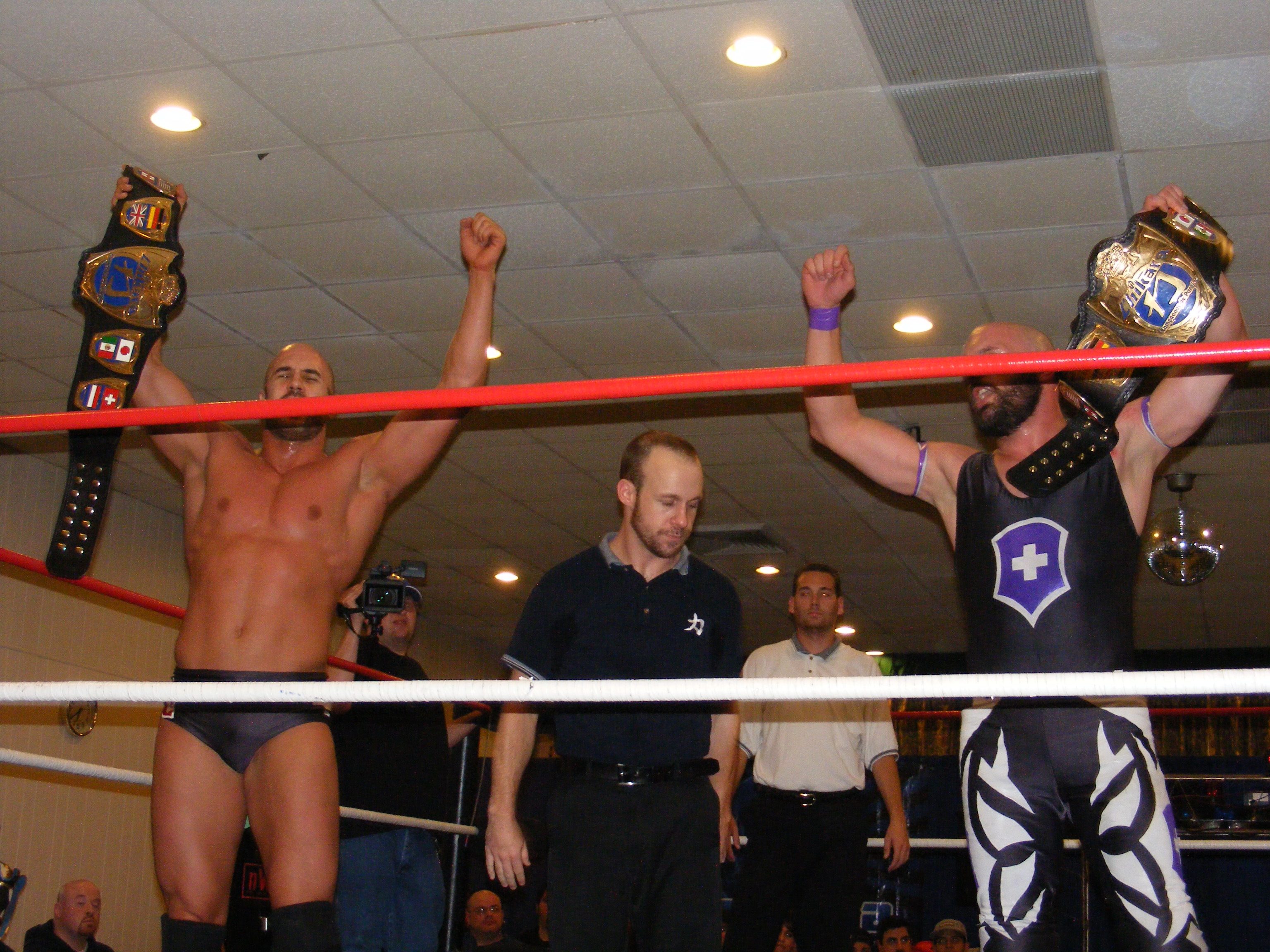
Swiss Money Holding (Кастаньоли и Арес) — Chikara Campeones de Parejasв октябре 2010.

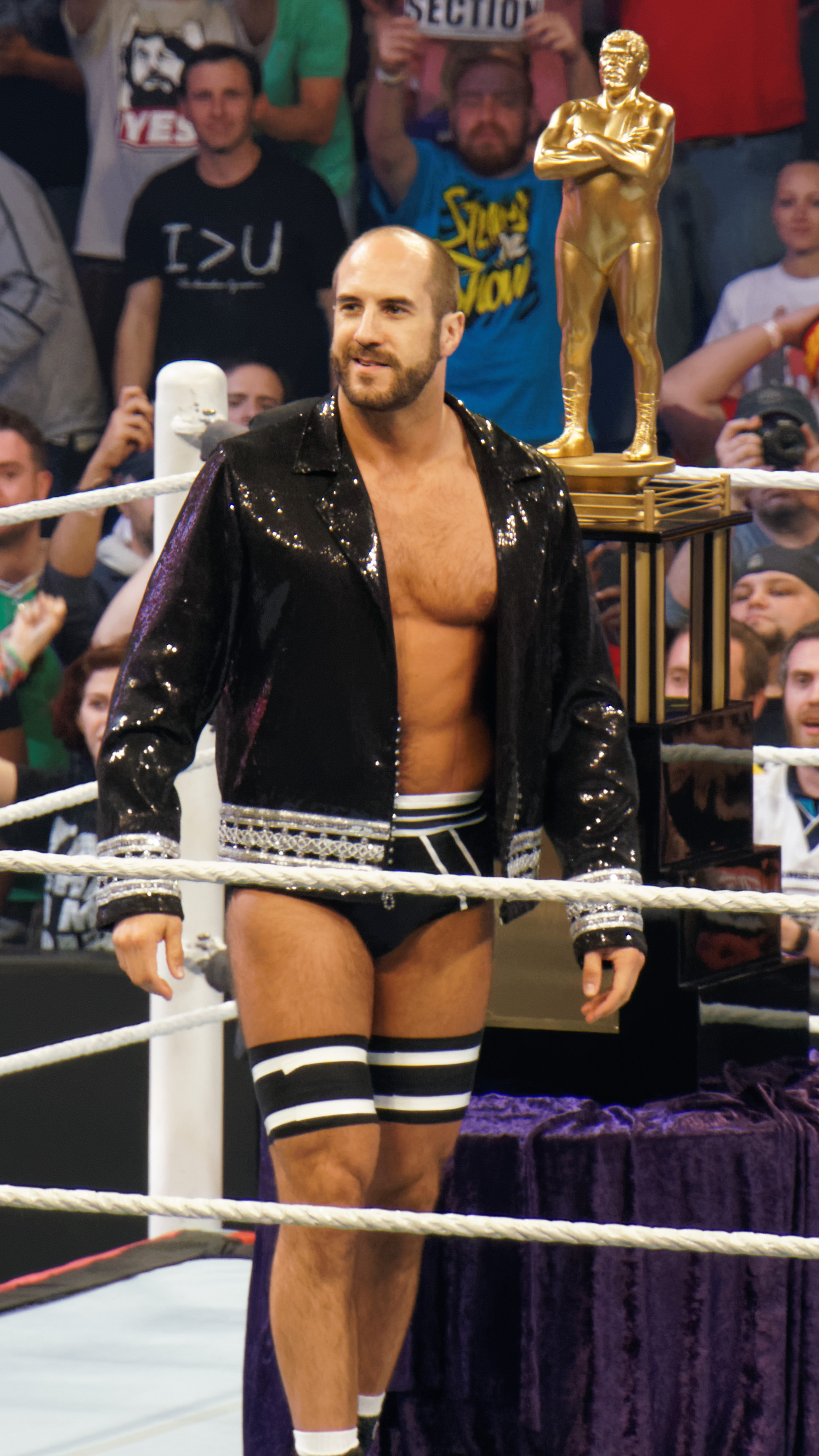
Сезаро с трофеем в честь Андре Гиганта, после победы на WrestleMania ХХХ.

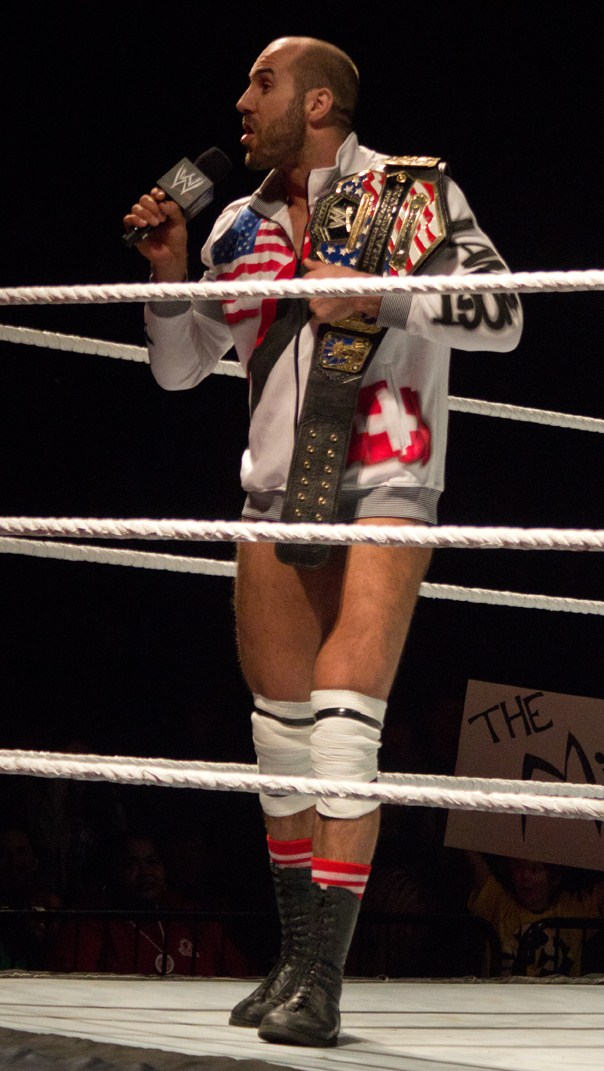
Антонио Сезаро с титулом Чемпиона Соединённых Штатов WWE.

  - Chikara Campeonatos de Parejas] (2 раза) — с Крисом Хиро (1) и Аресом (1)[102]
  - King of Trios (2010) — с Аресом и Тарсамом
  - Tag World Grand Prix (2005) — с Эриком Кэнноном
  - Tag World Grand Prix (2006) — с Крисом Хиро
  - Torneo Cibernético (2007)
- Cleveland All-Pro Wrestling
  - Бесспорный Чемпион в тяжёлом весе CAPW — (1 раз)[103]
- Combat Zone Wrestling
  - Командный Чемпион Мира CZW (2 раза) — с Крисом Хиро
  - Last Team Standing (2006) — с Крисом Хиро
- German Stampede Wrestling
  - Командный Чемпион GSW (2 раза)[104] — с Аресом
- Juggalo Championship Wrestling
  - Командный чемпион JCW (1 раз) — с Крисом Хиро[105]
- International Pro Wrestling: United Kingdom
  - IPW:UK Tag Team Championship (1 раз)[106] — с Аресом
- Independent Wrestling Association: Switzerland
  - IWA Switzerland World Heavyweight Championship — (1 раз)[107]
- Pro Wrestling Guerrilla
  - Чемпион мира PWG — (1 раз)[108]
- Pro Wrestling Illustrated
  - № 12 в топ 500 рестлеров в рейтинге PWI 500 в 2023
- Ring of Honor
  - Чемпион мира ROH (2 раза)
  - Командный чемпион мира ROH (2 раза) — с Крисом Хиро[109]
  - Race to the Top Tournament (2007)
  - Tag Wars (2010) — с Крисом Хиро
- Swiss Wrestling Federation
  - SWF Powerhouse Championship (2 раза)[110]
  - Командный Чемпион Мира SWF (1 раз) — с Аресом
- Westside Xtreme Wrestling
  - Чемпион Мира wXw в тяжёлом весе — (2 раза)[111]
  - Командный чемпион wXw (3 раза) — с Аресом[112]
- Wrestling Observer Newsletter
  - Команда года (2010) с Крисом Хиро[113]
  - Самый недооценённый рестлер года (2013—2016)[114][115][116][117]
- WWE
  - Чемпион Соединённых Штатов WWE (1 раз)
  - Командный чемпион Raw (5 раз) — с Шеймусом (4), с Тайсоном Киддом (1)
  - Командный чемпион SmackDown (2 раза) — с Шеймусом (1), Синсукэ Накамурой (1)
  - Победитель Королевской битвы за мемориальный трофей в честь Андре Гиганта (2014)